# میتر پیک (پاکستان)
میتر پیک (اردو: مائٹر چوٹی) کوهی در رشته‌کوه قره‌قروم پاکستان است که در نزدیکی کنکوردیا در منطقه گلگت-بلتستان قرار دارد.
میتر پیک محل تلاقی زبانه‌های یخچال بالتورو است که در آنجا زبانه گاشربروم از جنوب‌شرقی و زبانه گادوین-آستین از شمال‌شرقی به هم می‌پیوندند. این کوه در امتداد برود پیک دوازدهمین قله بلند دنیا قرار دارد.